# Dywizjon Rezerwowy Oficerów Artylerii WP
Samodzielny Szkolny Dywizjon Rezerwy Oficerów Artylerii ND WP – pododdział artylerii Wojska Polskiego (numer poczty polowej 65651).
Dywizjon został sformowany w okolicach Warszawy w początku stycznia 1945 roku, jako jednostka zapasowa. Podstawę formowania stanowił rozkaz Nr 6/Org. Naczelnego Dowódcy Wojska Polskiego z 11 stycznia 1945 roku. Zadaniem pododdziału było przygotowanie kadry oficerskiej dla jednostek artylerii WP. Dywizjon został zorganizowany według sowieckiego etatu Nr 20/7 samodzielnego szkolnego dywizjonu rezerwy oficerów artylerii (ros. oтдельный учебный дивизион офицерского состава артиллерии). W Armii Czerwonej pododdziały tego typu występowały na szczeblu frontu. Stan etatowy liczył 234 wojskowych, w tym 200 oficerów stanu zmiennego. Miejscem postoju jednostki był Ursus k. Warszawy. Dywizjon został rozformowany na początku stycznia 1946 roku na podstawie rozkazu Nr 236/Org. ND WP z 8 września 1945 roku.